# Alfajor (Spania)

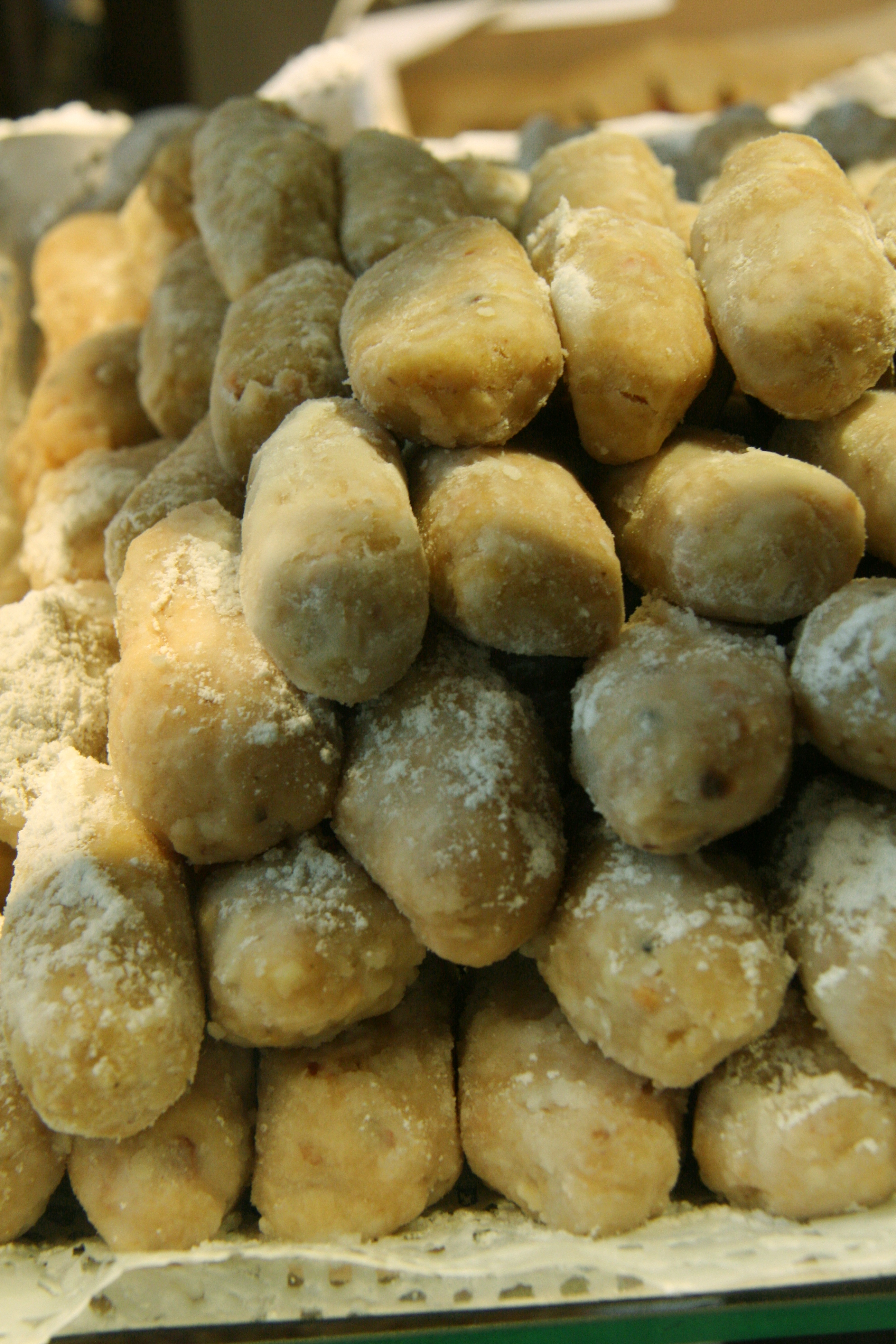
Alfajores din zona andaluză.

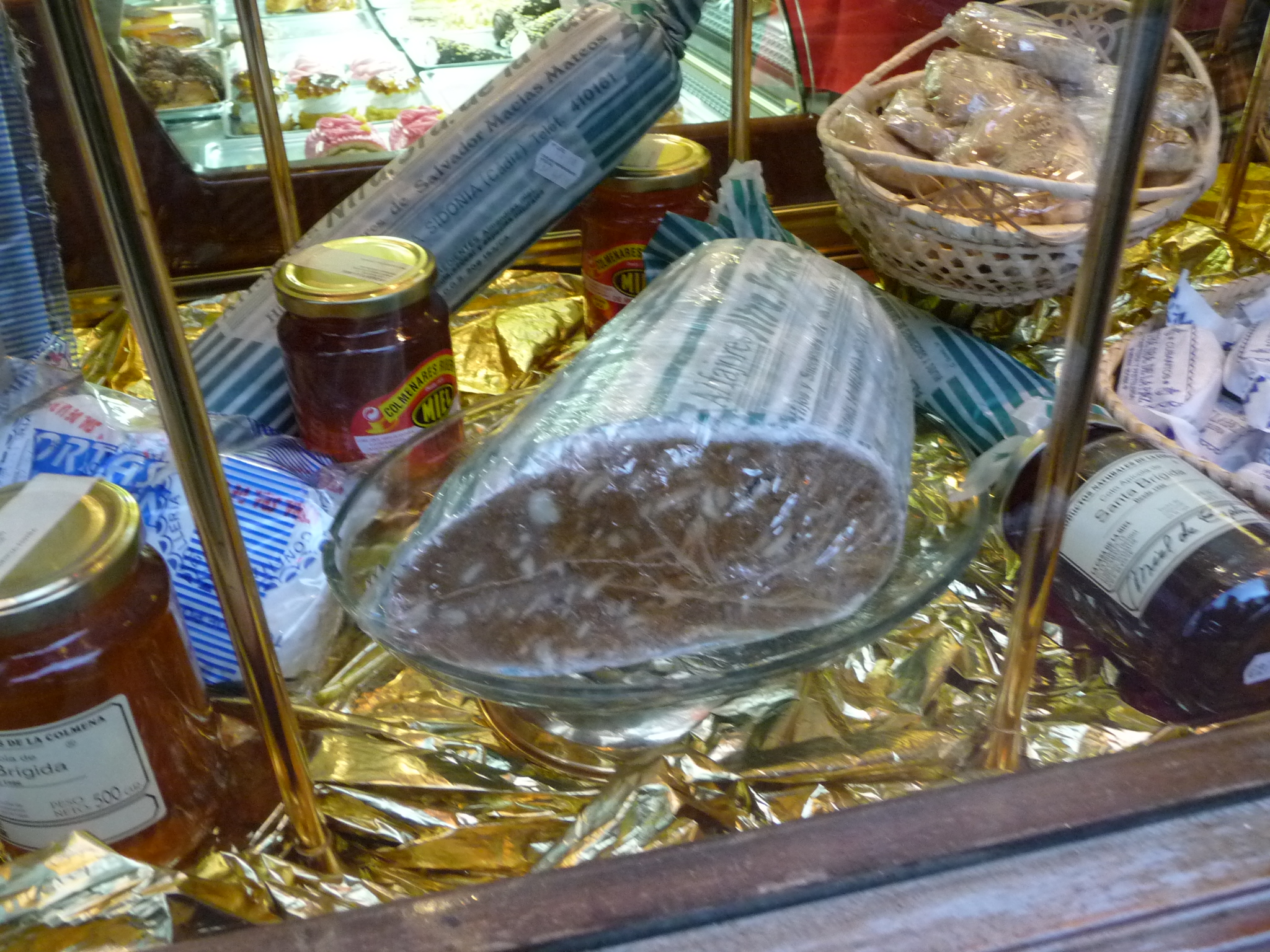
Alfajor mare din Medina Sidonia.

Alfajor (pronunție: alfahor) este o prăjitură spaniolă umplută cu dulce de leche (un caramel dens, folosit în perioada sărbătorilor de Crăciun, împrumutat din bucătăria andaluză și cea tipică regiunii Murcia). Prăjitura este făcută dintr-o pastă de migdale, nuci și miere, la fel ca multe alte dulciuri tradiționale, cum ar fi nugaua sau marțipanul. Este o delicatesă specifică gastronomiei andaluze. Numele său provine din arabă (al-hasú, însemnând „umplutură”).